# Shaqlawa
Shaqlawa, en arabe : شقلاوة, en kurde : Şeqlawe, est une ville située en Irak dans la province d'Arbil.

### Lien Externe
- Le Sanctuaire de Rabban Boya